# Adam Koseski
Adam Waldemar Koseski (ur. 12 października 1939 w Warszawie, zm. 11 grudnia 2020) – polski historyk i politolog, profesor nauk humanistycznych, specjalizujący się w historii najnowszej i stosunkach międzynarodowych. 

## Życiorys

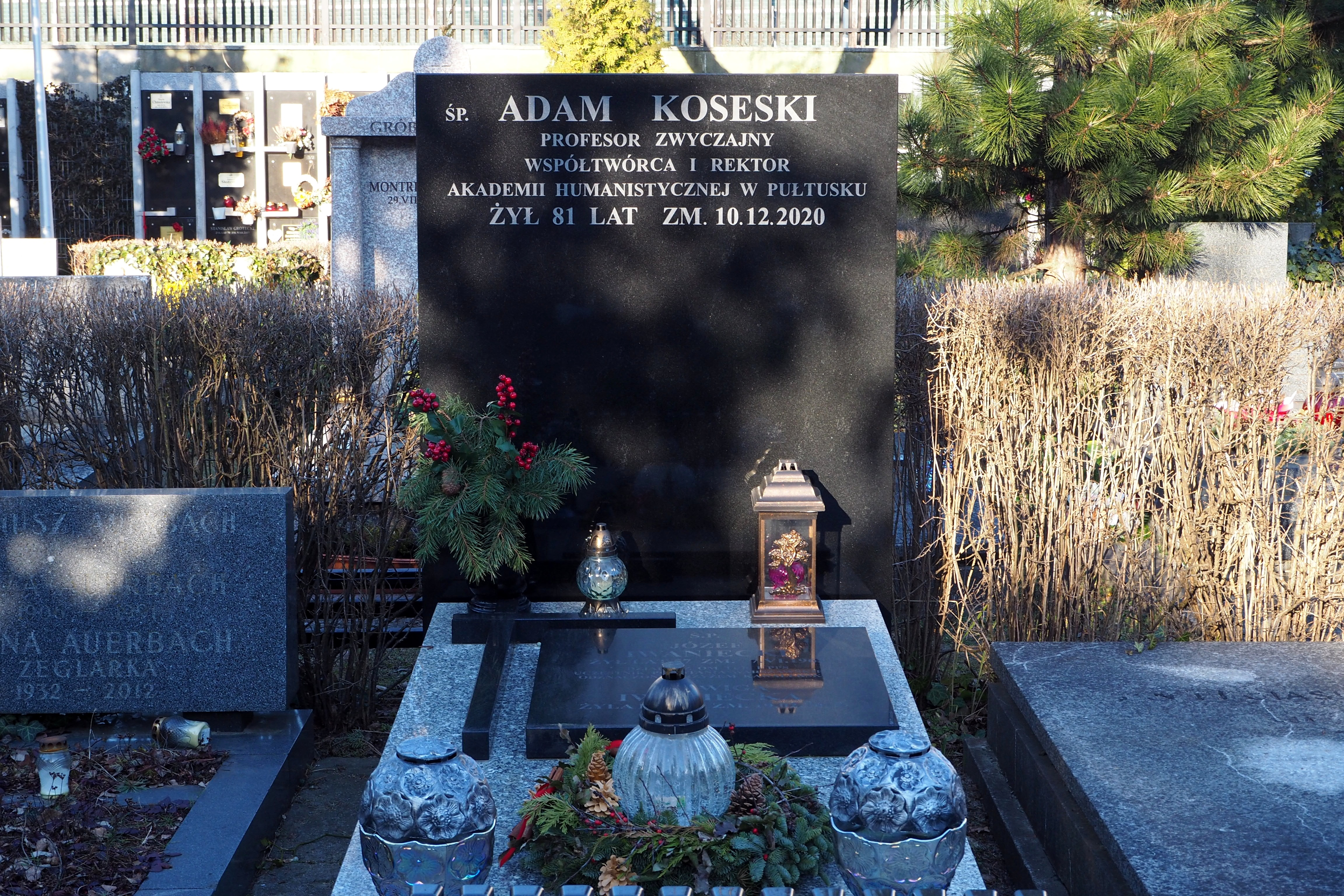
Grób prof. Adama Koseskiego na Cmentarzu Wojskowym na Powązkach w Warszawie

Ukończył studia na kierunku historia w Uniwersytecie Warszawskim w 1963. Stopień doktora otrzymał w 1972 na podstawie pracy Bułgaria w polityce europejskiej napisanej pod kierunkiem Jerzego Tomaszewskiego, stopień doktora habilitowanego w Wyższej Szkole Nauk Społecznych przy KC PZPR w 1979, natomiast tytuł profesora zwyczajnego w 1987.
W latach 1981–1984 był dyrektorem Instytutu Wiedzy o Partiach w Wyższej Szkole Nauk Społecznych. W latach 1985–1989 piastował stanowisko I zastępcy dyrektora Centrum Studiów Politycznych. W Akademii Bydgoskiej pełnił funkcję kierownika Katedry Stosunków Międzynarodowych. W Akademii Humanistycznej im. Aleksandra Gieysztora w Pułtusku od 1994 był I prorektorem, od 2004 pełnił obowiązki rektora, a 17 marca 2004 został powołany na stanowisko rektora.
Był członkiem Instytutu Krajów Socjalistycznych Polskiej Akademii Nauk. W latach 1983–1986 był członkiem Rady Naukowej. W latach 1986–1989 był członkiem Instytutu Słowianoznawstwa PAN. W latach 1991–1993 zasiadał w radzie naukowej Centrum Badań Radzieckich Uniwersytetu Warszawskiego. W latach 1978–1990 był członkiem Prez. Stow. Polska-Wschód. Następnie pełnił funkcję wiceprzewodniczącego Towarzystwa Przyjaźni Polsko-Bułgarskiej. Poza tym w latach 1969–1980 pełnił funkcję zastępcy redaktora naczelnego miesięcznika „Panorama Bułgarska”, a w latach 1990–1991 redaktora naczelnego dwumiesięcznika „Sekrety Historii”. Był członkiem Rady Krajowej Stowarzyszenia „Wspólnota Polska”, przewodniczącym Rady Programowej Muzeum Mazowieckiego w Płocku oraz Muzeum Szlachty Mazowieckiej w Ciechanowie, pełnił również funkcję członka Komitetu Monitorującego Regionalny Program Operacyjny Województwa Mazowieckiego na lata 2007–2013.
Prowadził badania w zakresie najnowszych dziejów powszechnych, zwłaszcza problematyki bałkańskiej oraz losów Polaków na Wschodzie.
Bez powodzenia kandydował do sejmiku mazowieckiego w 2006 z listy Polskiego Stronnictwa Ludowego, do Sejmu w 2011 z listy Sojuszu Lewicy Demokratycznej i w 2015 z listy Platformy Obywatelskiej oraz do Parlamentu Europejskiego w 2014 z listy SLD-UP.
Został pochowany na wojskowych Powązkach (kwatera B2-6-22).

## Publikacje
Jest autorem i współautorem 30 książek m.in.:
- Bułgaria w polityce europejskiej 1944–1948, 1975;
- Międzynarodowy ruch robotniczy, t. 2,, 1976, współautor;
- Europejskie państwa socjalistyczne 1948–1960, 1977, współautor;
- Zarys rozwoju politycznego, 1977;
- Ludowa Republika Bułgarii 1944–1980. Zarys rozwoju politycznego, 1980;
- Albania. Krótki zarys dziejów, 1988;
- Emigracja z ziem polskich w XX wieku, 1998;
- Polonia w walce o niepodległość 1914–1920, 2000;
- W bałkańskim tyglu, 2002;
- Procesy migracji ludności polskiej, 2002.

Poz tym jest współautorem i redaktorem serii dokumentów O Niepodległą i Granice (4 tomy), 2000–2002 i tłumaczem bułgarskiej literatury pięknej, historycznej i naukowej (14 książek). Promotor 15 prac doktorskich.

## Nagrody, odznaczenia i wyróżnienia
- Złoty Krzyż Zasługi (1974),
- Krzyż Kawalerski Orderu Odrodzenia Polski (1983),
- bułgarski Order Cyryla i Metodego I st. (Złoty; 1976),
- Medal Komisji Edukacji Narodowej (2000),
- Krzyż Oficerski Orderu Odrodzenia Polski (2003),
- Honorowy Obywatel Miasta Pułtuska,
- Odznaka Honorowa „Zasłużony dla Mazowsza” (2009).
- Nagroda "Trybuny Ludu" (zespołowa) dla autorów i redaktorów książki Międzynarodowy ruch robotniczy (1976)[3]